# Barrage de Maksutlu
Le barrage de Maksutlu est un barrage en Turquie.

## Sources
- (tr) « Maksutlu Barajı », sur Agence gouvernementale turque des travaux hydrauliques (DSİ)